# Frédérique de Hesse-Darmstadt
Frédérique  Caroline Louise de Hesse-Darmstadt (20 août 1752 à Darmstadt - 22 mai 1782 à Hanovre) est par son mariage duchesse de Mecklembourg-Strelitz. Elle est la mère de la reine de Prusse Louise de Mecklembourg-Strelitz. Elle a comme descendants directs la reine Margrethe II de Danemark, le roi Willem-Alexander des Pays-Bas, le roi Philippe de Belgique, le roi Harald V de Norvège, le grand-duc Henri de Luxembourg et le roi Charles III du Royaume-Uni.

## Biographie
Frédérique est la fille aînée du prince Georges-Guillaume de Hesse-Darmstadt (1722–1782), second fils de Louis VIII, landgrave de Hesse-Darmstadt, et de son épouse, la comtesse Marie-Louise de Leiningen-Dagsbourg-Falkenbourg (1729–1818), fille de Christian Karl Reinhard de Leiningen-Dagsbourg-Falkenbourg.
Elle épouse le 18 septembre 1768 à Darmstadt Charles II de Mecklembourg-Strelitz (1741–1816), gouverneur à la cour du roi George III de Hanovre. 
Frédérique donne naissance à dix enfants pendant son mariage. Deux de ses quatre filles deviennent reines : Louise épouse Frédéric-Guillaume III de Prusse et Frédérique épouse en troisièmes noces le roi Ernest-Auguste Ier de Hanovre.
Frédérique décède en 1782 de complications résultant de la naissance de son dernier enfant à Hanovre, où son mari est maréchal de la brigade des gardes du palais. Après sa mort, son mari épouse sa jeune sœur Charlotte en 1784. En 1794, son mari accède au duché de Mecklembourg-Strelitz sous le nom de Charles II et en 1815, au Congrès de Vienne, il est élevé au titre de grand-duc.
Elle meurt à l'âge de 29 ans, trois jours après avoir donné naissance à son dixième enfant, Augusta, qui ne vit qu'une seule journée. Frédérique est enterrée dans la crypte royale de l'église Saint-Jean-Baptiste de Mirow.

## Enfants
Frédérique a dix enfants, dont cinq ne dépassèrent pas l'âge adulte. Deux de ses filles deviennent reines: Louise devient reine de Prusse et Frédérique devient reine de Hanovre:
- Charlotte (17 novembre 1769 – 14 mai 1818), épouse en 1785 le duc Frédéric Ier de Saxe-Hildburghausen ;
- Caroline (17 février 1771 – 11 janvier 1773) ;
- Georges (4 mars 1772 – 21 mai 1773) ;
- Thérèse (5 avril 1773 – 12 février 1839), épouse en 1789 le prince Charles de Tour et Taxis ;
- Frédéric (1er septembre 1774/1775 – 5 novembre 1775)
- Louise (10 mars 1776 – 19 juillet 1810), épouse en 1793 le futur roi Frédéric-Guillaume III de Prusse ;
- Frédérique (2 mars 1778 – 29 juillet 1841), épouse en 1793 le prince Louis-Charles de Prusse (veuve en 1796), puis en 1798 le prince Frédéric-Guillaume de Solms-Braunfels (divorcés en 1814), puis en 1815 le futur roi Ernest-Auguste Ier de Hanovre ;
- Georges (12 août 1779 – 6 septembre 1860), grand-duc de Mecklembourg-Strelitz ;
- Frédéric (7 janvier 1781 – 24 mars 1783) ;
- Augusta (19 mai 1782 – 20 mai 1782).